# Jokela

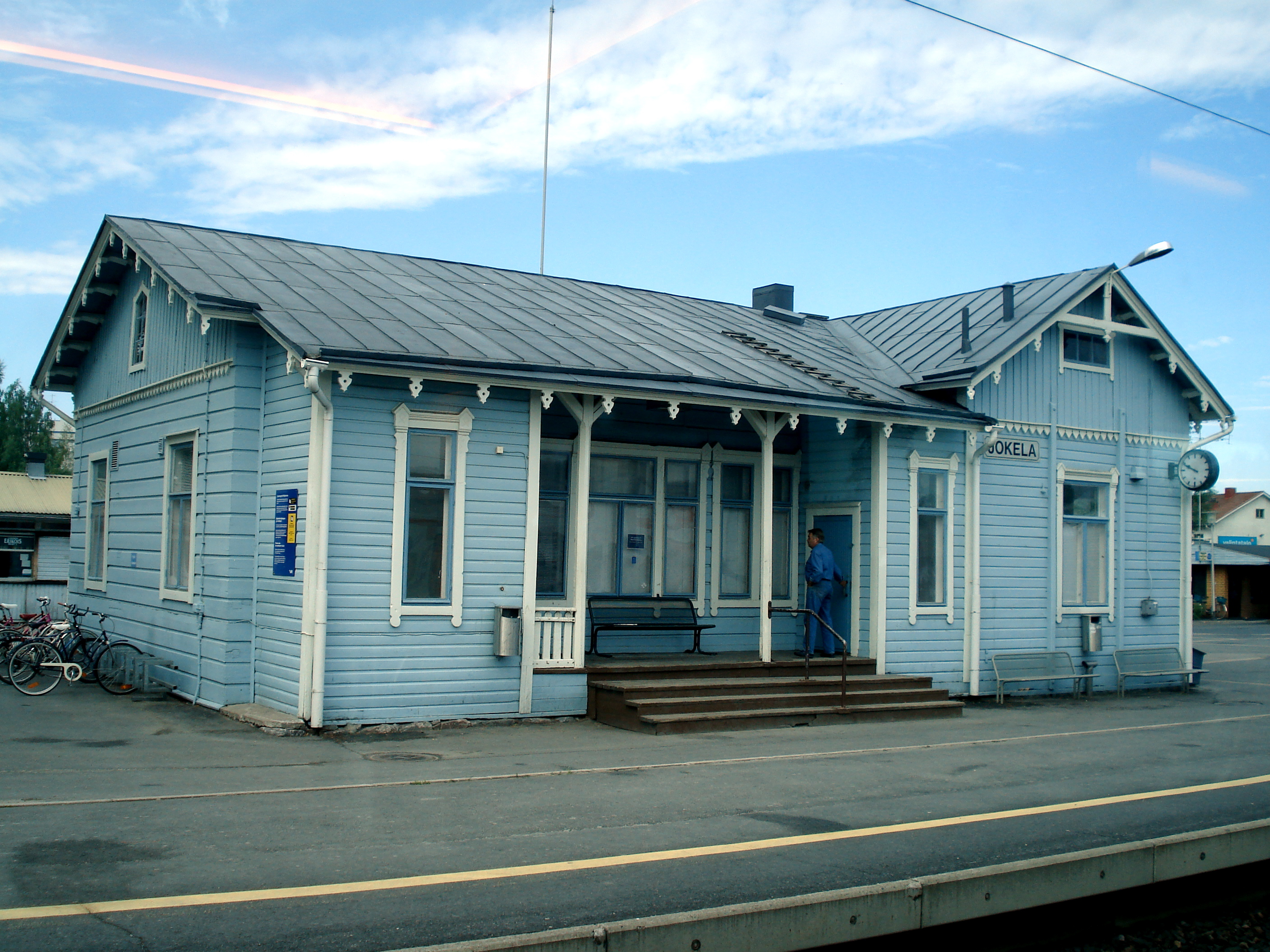
Estação ferroviária de Jokela.

Jokela, com uma população de 5 300 residentes, é um dos três centros administrativos no município finlandês de Tuusula. A Escola Secundária de Jokela serve a comunidade.
Jokela é conhecida pelo massacre da Escola Secundária de Jokela, um tiroteio ocorrido em 7 de novembro de 2007 em uma escola secundária pública. Também é conhecida pelo acidente ferroviário de Jokela que ocorreu em 21 de abril de 1996.